# Langue des signes kényane
La langue des signes kényane (en anglais : Kenyan Sign Language, KSL) est la langue des signes utilisée par les personnes sourdes et leurs proches au Kenya.

## Caractéristiques
La langue des signes kényane est standardisée avec de légères variations depuis 1961, lorsque les premières écoles primaires pour les enfants sourds ont vu le jour.
Il y a des différences dialectales entre l'ouest (Kisumu) et l'est (Mombasa) du pays mais la compréhension mutuelle est quand même possible. Par contre, les sourds ougandais et tanzaniens ne comprennent pas vraiment la KSL, même s'il y a beaucoup en commun.

## Utilisation
Il existe une Association Nationale des Sourds du Kenya (en anglais : Kenya National Association of the Deaf, KNAD), qui dispose de 12 succursales.
Il y a au Kenya 32 écoles primaires pour les sourds à Hola, Kapsabet, Karatina, Karen, Kerugoya, Kilifi, Kisumu, Kitui, Kwale, Meru (ville), Mombasa, Mumias, Murang'a, Nairobi, Nakuru, North Kinangop, Ruiru et Sakwa.
Les écoles régies par l'Institut kényan pour l'éducation utilisent une version kényane de l'anglais signé exact (en) américain, dont l'école de Machakos. La KSL est utilisée à l'école Nyangoma de Bondo, aux écoles primaire et technique de Sakwa et dans une école pour filles sourdes. Une école de Mombasa utilise la langue des signes britannique.
Quatre églises de Nairobi utilisent la langue des signes : deux utilisent l'anglais signé exact, une un mélange de cela et de la KSL et la dernière un mélange de langues des signes coréenne, américaine et locale.
La KSL est utilisée dans les affaires judiciaires impliquant des personnes sourdes. Le gouvernement utilise l'anglais signé kényan.
Un alphabet manuel est utilisé pour épeler et un dictionnaire de la KSL existe.

### Reconnaissance
La Langue des signes kényane est notée deux fois dans la constitution de Kenya : 
 Chapitre deux - La République, Article 7 (3b) « promouvoir le développement et l'utilisation des langues autochtones, la langue des signes kényane, le braille et d'autres formats et technologies de communication accessibles aux personnes handicapées ».
 Et l'autre article évoque que les langues officielles du Parlement sont le kiswahili, l'anglais et la langue des signes kényane : 
Chapitre huit - La législature, Article 120 (1) « Les langues officielles du Parlement doivent être kiswahili, l'anglais et la langue des signes kényane, et les affaires du Parlement peuvent être menées en anglais, en kiswahili et en langue des signes kényane ».